# Jan Breman (diplomaat)
Jan Frederik Evert Breman (Portofino, Italië, 27 september 1926 - Wassenaar, 7 januari 2020) was een Nederlands vliegenier, schrijver en diplomaat. Zijn in het Engels (zijn moedertaal) geschreven verhalenbundel over het genot van het vliegen, Flyers are Liars, werd door Erik Hazelhoff Roelfzema geprezen als "het beste boek over vliegen dat ik ooit heb gelezen".

## Levensloop
Breman was een zoon van de consul-generaal Leendert Johannes Breman (1892-1965) en de Engelse Ethel ("Lolo") Yeats Brown (1887-1975). Zijn grootvaders zijn de Amsterdamse stadsarchitect Evert Breman en de Britse bankier in Genua, Frederick ("Fred" ) Augustus Yeats Brown (1837-1925), die getrouwd was met Ida von Pustau (1862-1946).
Breman vloog vanaf 1945 voor de Britse RAF en de Koninklijke Luchtmacht, onder meer in Nederlands-Indië. Hij schreef hierover in Flyers are liars en Het 6 AVRA Squadron in Nederlands-Indië, 1946-1950.
Hij studeerde vanaf 1950 rechten in Leiden en kwam in 1955 in dienst bij het ministerie van Buitenlandse Zaken.
Hij had twee dochters en twee zoons.
Na zijn pensionering woonde hij afwisselend in zijn ouderlijk huis in de heuvels boven Camogli (Italië), met uitzicht over de Ligurische kust, en in Wassenaar. Hij overleed op 93-jarige leeftijd in Wassenaar.  De uitvaartdienst was op 14 januari in de Dorpskerk in zijn woonplaats met een ontvangst in Kasteel De Wittenburg.

## Loopbaan
Als diplomaat bij de Buitenlandse Dienst kreeg hij de standplaatsen:
- Wellington (Nieuw-Zeeland),
- Wenen (Oostenrijk),
- Geneve (Zwitserland),
- Lagos (Nigeria) en
- Brussel (België)

In 1977 werd hij permanent vertegenwoordiger bij de Raad van Europa in Straatsburg.
In 1982 volgde een benoeming tot ambassadeur in Djedda, Saoedi-Arabië en in 1985 tot ambassadeur in Ottawa, Canada.

## Onderscheidingen
- Ridder in de Orde van de Nederlandse Leeuw,  29 april 1991
- Officier in de Orde van Oranje-Nassau
- Drager van het Verzetsherdenkingskruis
- Drager van het Ereteken voor Orde en Vrede met Twee Gespen